# Burgaw (Karolina Północna)
Burgaw – miasto w Stanach Zjednoczonych, w stanie Karolina Północna, siedziba administracyjna hrabstwa Pender.